# Vulture Culture
Vulture Culture è l'ottavo album in studio del gruppo progressive rock britannico The Alan Parsons Project, fondato da Alan Parsons ed Eric Woolfson, pubblicato nel 1985 dalla Arista Records.

## Descrizione

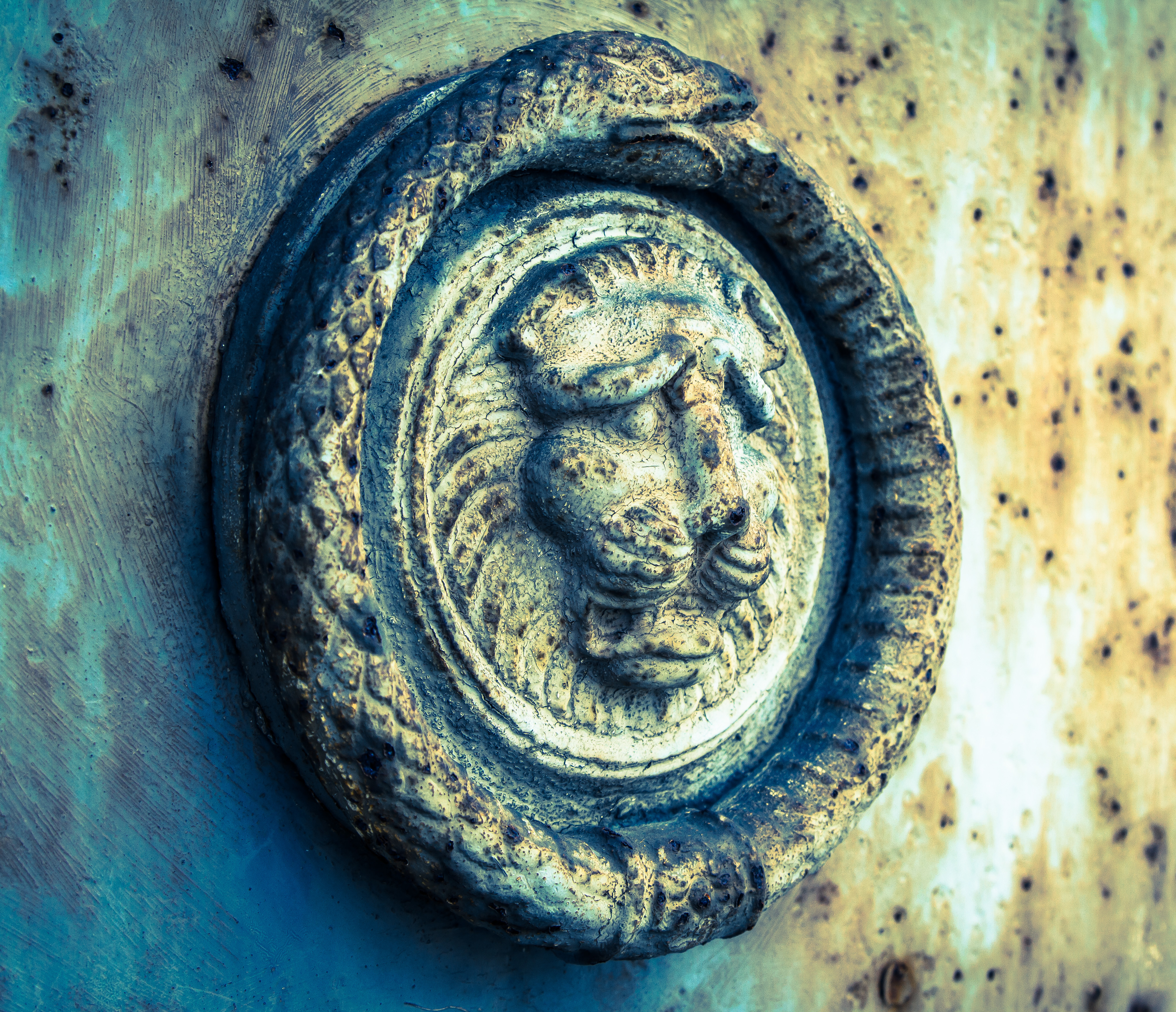
Un antico Uroboro, con al centro la testa di un leone sull'anta di un portone.

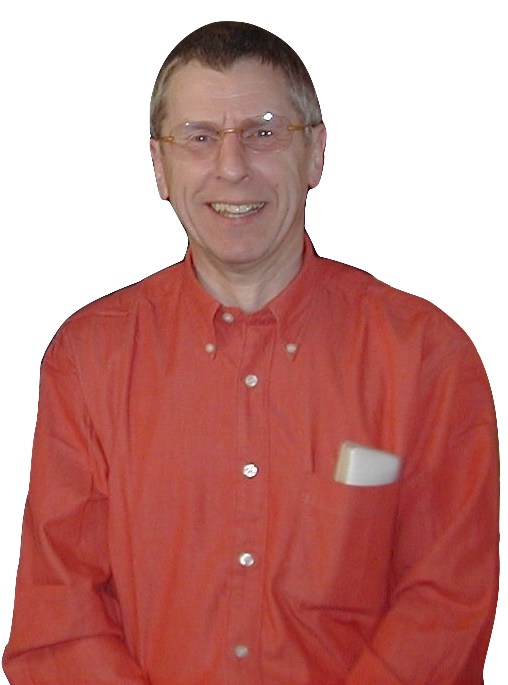
Chris Rainbow nel 2001. Session man del Project dal 1979, in Vulture Culture canta il brano Days Are Numbers (The Traveller).

Parsons e Woolfson registrano i brani per Vulture Culture dal maggio al luglio del 1984 per poi pubblicarlo il febbraio 1985. Come concept si utilizza l'aspra critica alla società moderna, definita nel titolo "cultura dell'avvoltoio", in cui i più furbi tentano di fare profitto alle spalle del prossimo. Come cantanti, oltre ad Eric Woolfson che canta in tre brani, vengono scelti Colin Blunstone, David Paton, Chris Rainbow e Lenny Zakatek con un brano ciascuno.
La registrazione analogica multitraccia viene mixata sul sistema digitale Sony PCM 1610.
Mentre nei paesi di lingua inglese viene accolto freddamente, entra in top ten in quasi tutti i paesi europei con i soliti ottimi risultati nei Paesi Bassi con il terzo posto, Spagna e Svizzera con il secondo e il primo posto in Germania. Vulture Culture è anche l'ultimo album del Project a ricevere i dischi d'oro in più di una nazione.
In origine, l'album era destinato ad essere il secondo LP di un doppio album, di cui Ammonia Avenue doveva essere il primo. Dopo che i dischi furono divisi in album separati, a Vulture Culture fu dato un trattamento in studio più moderno (per l'epoca) con tamburi e dinamiche più potenti.
Vulture Culture è l'unico album del The Alan Parsons Project che non presenta l'orchestrazione di Andrew Powell, infatti il direttore d'orchestra era impegnato nella realizzazione della colonna sonora per il film Ladyhawke.
Vulture Culture è stato l'ultimo album dei Project registrato su apparecchiature analogiche e, come i due precedenti, mixato direttamente sul nastro master digitale.

## Copertina e grafica
La grafica di Vulture Culture viene curata dalla ICON, che all'epoca era una sigla di copertura per Storm Thorgerson per sfuggire alle questioni legali che lo avevano portato a sciogliere la Hipgnosis. Sulla copertina viene rappresentato un velluto rosso sul quale poggia un bracciale d'oro rappresentante un uroboro, il serpente che si mangia la coda, nella versione con testa di avvoltoio e piume che progressivamente sfumano in squame di serpente. Sul retro della copertina rimane solo il velluto con delle bruciature al posto dell'uroboro.

## Tracce
Vulture Culture - Album originale (1985)
Testi e musiche di Eric Woolfson e Alan Parsons; edizioni musicali Arista Records.
1. Let's Talk About Me – 4:22 – Voce: David Paton • Coro: Chris Rainbow • Pianoforte: Eric Woolfson • Sintetizzatore: Richard (Trix) Cottle • Chitarra: Ian Bairnson • Basso: David Paton • Batteria: Stuart Elliott • Interpretazione orale: Mr. Laser Beam
2. Separate Lives – 4:42 – Voce: Eric Woolfson • Armonia vocale: Chris Rainbow • Sintetizzatore e sequencers: Richard (Trix) Cottle • Chitarre: Ian Bairnson • Batteria e percussioni: Stuart Elliott
3. Days Are Numbers (The Traveller) – 4:02 – Voce: Chris Rainbow • Tastiere e Sintetizzatore Yamaha DX7 sequenza Clav: Alan Parsons e Eric Woolfson • Tastiere e sassofono:  Richard (Trix) Cottle • Chitarra: Ian Bairnson • Batteria e percussioni: Stuart Elliott • Basso: David Paton
4. Sooner Or Later – 4:26 – Voce e tastiere: Eric Woolfson • Cori: Chris Rainbow • Tastiere: Richard (Trix) Cottle • Chitarre: Ian Bairnson • Batteria: Stuart Elliott • Basso: David Paton
5. Vulture Culture – 5:21 – Voce: Lenny Zakatek • Cori: Chris Rainbow • Tastiere e sassofono: Richard (Trix) Cottle • Tastiere: Eric Woolfson • Chitarre: Ian Bairnson • Batteria e percussioni: Stuart Elliott • Basso: David Paton
6. Hawkeye (Strumentale) – 3:48 – Sintetizzatore Yamaha DX7 e Fairlight CMI: Alan Parsons • Sassofono e sintetizzatori addizionali: Richard (Trix) Cottle • Chitarre: Ian Bairnson • Batteria e percussioni: Stuart Elliott • Basso: David Paton • Interpretazione orale: Monica (Abbey Road Canteen)
7. Somebody Out There – 4:56 – Voce: Colin Blunstone • Tastiere: Richard (Trix) Cottle e Eric Woolfson • Chitarre: Ian Bairnson • Batteria e percussioni: Stuart Elliott • Basso: David Paton
8. The Same Old Sun – 5:24 – Voce e tastiere: Eric Woolfson • Tastiere: Richard (Trix) Cottle • Chitarre: Ian Bairnson • Batteria e percussioni: Stuart Elliott • Basso: David Paton

Durata totale: 37:01
Vulture Culture - Expanded Edition (2007)
Testi e musiche di Eric Woolfson e Alan Parsons; edizioni musicali Sony BMG, Legacy, Arista Records.
1. Let's Talk About Me – 4:29 – Voce: David Paton • Coro: Chris Rainbow • Pianoforte: Eric Woolfson • Sintetizzatore: Richard (Trix) Cottle • Chitarra: Ian Bairnson • Basso: David Paton • Batteria: Stuart Elliott • Interpretazione orale: Mr. Laser Beam
2. Separate Lives – 4:38 – Voce: Eric Woolfson • Armonia vocale: Chris Rainbow • Sintetizzatore e sequencers: Richard (Trix) Cottle • Chitarre: Ian Bairnson • Batteria e percussioni: Stuart Elliott
3. Days Are Numbers (The Traveller) – 4:52 – Voce: Chris Rainbow • Tastiere: Alan Parsons e Eric Woolfson • Tastire e sassofono:  Richard (Trix) Cottle • Chitarra: Ian Bairnson • Batteria e percussioni: Stuart Elliott • Basso: David Paton
4. Sooner Or Later – 4:24 – Voce e tastiere: Eric Woolfson • Cori: Chris Rainbow • Tastiere: Richard (Trix) Cottle • Chitarre: Ian Bairnson • Batteria: Stuart Elliott • Basso: David Paton
5. Vulture Culture – 5:22 – Voce: Lenny Zakatek • Cori: Chris Rainbow • Tastiere e sassofono: Richard (Trix) Cottle • Tastiere: Eric Woolfson • Chitarre: Ian Bairnson • Batteria e percussioni: Stuart Elliott • Basso: David Paton
6. Hawkeye (Strumentale) – 3:48 – DX7 Sintetizzatore e Fairlight CMI: Alan Parsons] • Sassofono e sintetizzatori addizionali: Richard (Trix) Cottle • Chitarre: Ian Bairnson • Batteria e percussioni: Stuart Elliott • Basso: David Paton • Interpretazione orale: Monica (Abbey Road Canteen)
7. Somebody Out There – 4:54 – Voce: Colin Blunstone • Tastiere: Richard (Trix) Cottle e Eric Woolfson • Chitarre: Ian Bairnson • Batteria e percussioni: Stuart Elliott • Basso: David Paton
8. The Same Old Sun – 5:26 – Voce e tastiere: Eric Woolfson • Tastiere: Richard (Trix) Cottle • Chitarre: Ian Bairnson • Batteria e percussioni: Stuart Elliott • Basso: David Paton
9. No Answers Only Questions (final version) – 2:10
10. Separate Lives (alternative mix) – 4:16
11. Hawkeye (demo) – 3:17
12. The Naked Vulture – 10:42
13. No Answers Only Questions (the first attempt) – 2:57

Durata totale: 61:15

## Analisi
Il primo lato dell'LP (CD tracce 1-4) è interamente costituito da canzoni pop, della durata massima di 4 minuti, mentre il secondo lato è molto vario, dal funk sommesso della title track vulture Culture alla strumentale rimbalzante Hawkeye. 
Let's Talk About MeBrano di apertura del disco che contiene, proprio nella parte iniziale, il commento fuori campo di Lee Abrams, accreditato nell'album come "Mr. Laser Beam" (un anagramma del suo nome), registrato a Londra durante una cena presso il ristorante italiano "Villa Bianca". All'inizio del 1985, il singolo raggiunge la Top 40 in Svizzera, Paesi Bassi e Germania. Per il brano viene realizzato anche un videoclip.

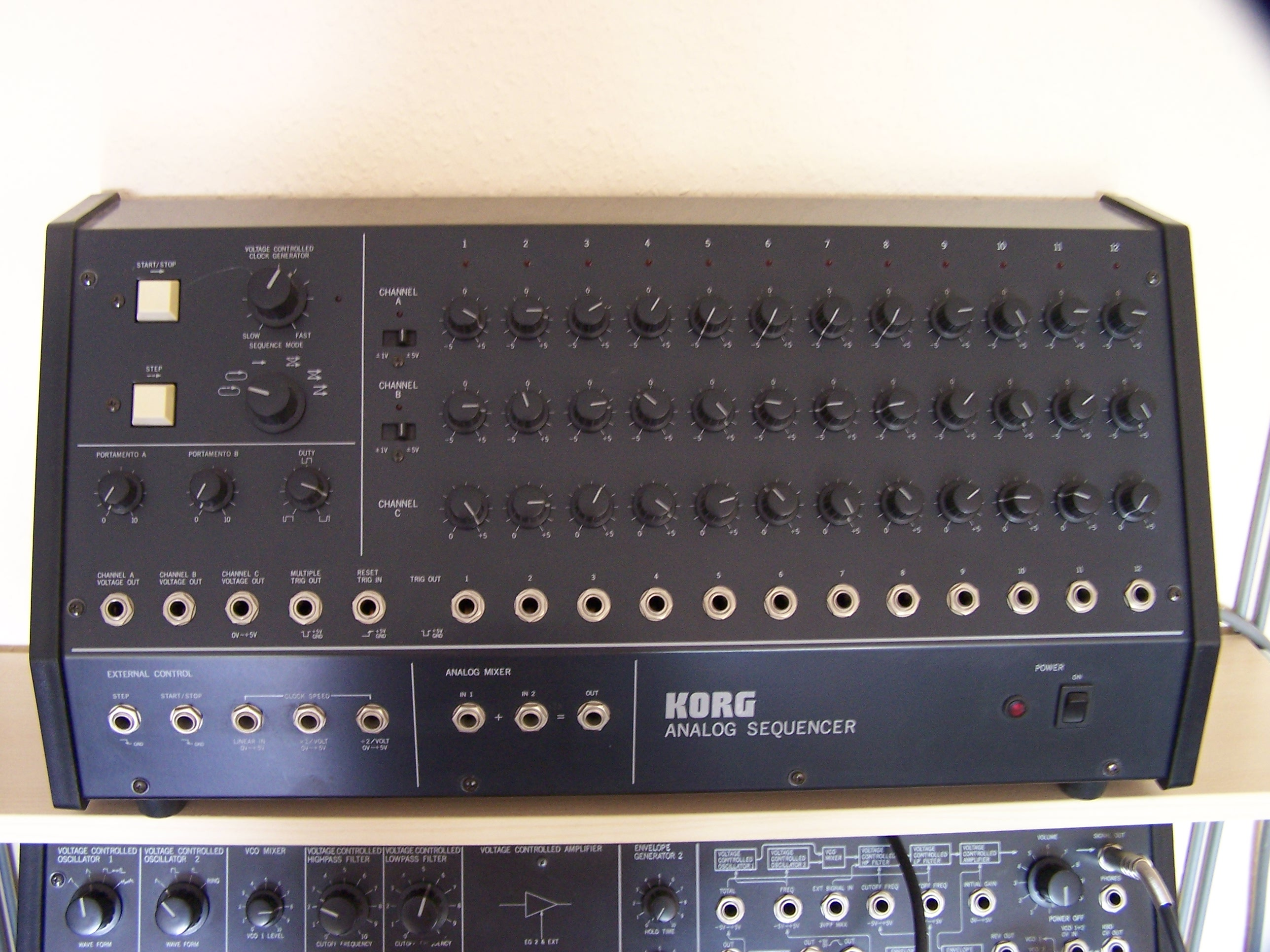
Un sequencer simile a quello utilizzato da Richard Cottle nel brano Separate Lives.

Separate LivesCantata da Eric Woolfson ha una melodia che, abilmente mixata da Parsons, nonostante le diverse sequenze alle tastiere sembrino sovrapporsi, l'ascoltatore riesce a seguire in ogni singola linea strumentale.
Days Are Numbers (The Traveller)È considerata una delle migliori canzoni del The Alan Parsons Project, tanto da meritarsi, come poche altre, di venir utilizzata come titolo di una prestigiosa compilation del 2006 Days Are Numbers. Il telefono che si sente squillare all'inizio del brano è un vero telefono registrato da Alan Parsons negli Abbey Road Studios a Londra.
Sooner Or LaterÈ stato recentemente definito da Parsons come "il terzo tentativo di cercare di ottenere un altro successo con la linea di chitarra di Eye In The Sky. Prime Time da Ammonia Avenue è stato il secondo, che penso era un po' più famoso in questo senso".
Vulture CultureLa title track, cantata da Lenny Zakatek, ha un notevole giro di basso, eseguito da David Paton, che percorre tutto il brano. Parsons costella la canzone con numerosi effetti sonori, che si possono apprezzare in particolare nel minuto finale, dove accompagnano l'assolo soft di sassofono. Diversi di questi effetti sonori saranno poi ripresi nell'album successivo, Stereotomy, in particolare nella strumentale Where's The Walrus.

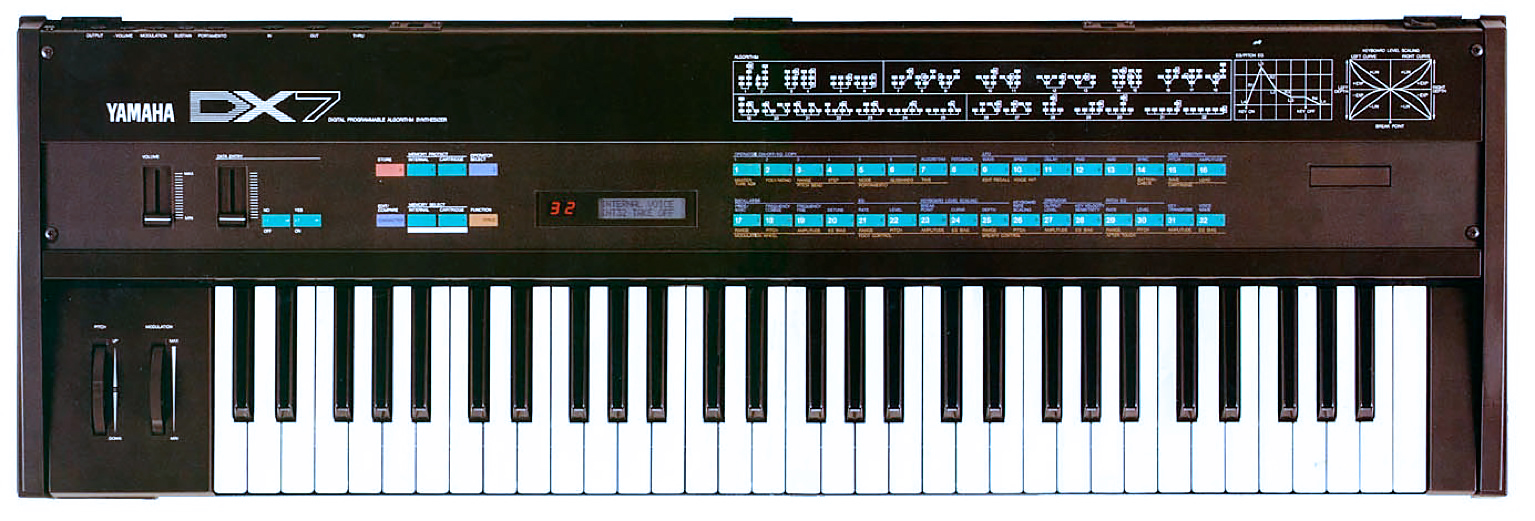
Un sintetizzatore Yamaha DX7, utilizzato da Alan Parsons nel brano strumentale Hawkeye.

HawkeyeÈ una traccia strumentale, ma contiene una battuta di Monica, una donna della mensa agli Abbey Road Studios. La frase che dice è: "solo cosa c'è nel menu" ("only what's on the menu"). Questo brano fu usato in Italia come sigla del telefilm Henry e Kip. Il nome è un chiaro riferimento al film di cui Parsons è produttore della colonna sonora Ladyhawke.
Somebody Out ThereIl brano, cantato da Colin Blunstone, narra episodi realmente accaduti ad Eric Woolfson, infatti nei mesi che hanno preceduto le registrazioni di Vulture Culture si erano ripetute delle segnalazioni di impostori che spacciandosi per Eric Woolfson si presentavano a giornalisti o artisti. In particolare la prima segnalazione riguardava un personaggio che spacciandosi per Eric Woolfson cercava di ottenere anticipi di denaro su fittizie compravendite di auto e yacht di lusso. Una seconda segnalazione riguardava, forse lo stesso truffatore, che spacciandosi per Woolfson aveva contattato un giornalista della rivista di settore Billboard rilasciando addirittura un'intervista. L'episodio venne a galla quando Woolfson incontrando il giornalista, che conosceva bene, circa un mese dopo l'episodio, e commentando il fatto che era bello rivedersi dopo quasi due anni, il giornalista rispose "non essere ridicolo, ci siamo sentiti il mese scorso". Nello stesso periodo Eric incontrando per la prima volta in vita sua il chitarrista Al Di Meola ad una convention discografica, veniva da questi rimproverato per averlo fatto volare dall'altra parte del paese per partecipare ad una sessione di registrazione inesistente. Eric scusandosi ebbe la conferma che l'impostore aveva colpito per la terza volta.
Same Old SunIl brano che chiude l'album è il terzo cantato da Woolfson, molto malinconico e triste, che esprime appieno con la sua voce il disincanto del narratore che non è riuscito a realizzare i suoi sogni. Molto gradevoli i ritornelli che contrastano volutamente col tono cupo del brano. L'assolo in chiusura di Bairnson esalta il brano realizzando la perfetta chiusura per un album concept.

## Formazione[19]

### Leader
- Alan Parsons – sintetizzatore Yamaha DX7 (traccia 6), sintetizzatore Yamaha DX7 sequenza Clav (traccia 3), fairlight CMI (traccia 6), tastiere (traccia 3), autore testi e musiche (tracce 1,2,3,4,5,6,7,8), programming, ingegnere di registrazione, produttore
- Eric Woolfson – voce (traccia 2,4,8), tastiere (traccia 3,4,5,7,8), pianoforte (traccia 1), autore testi e musiche (tracce 1,2,3,4,5,6,7,8), produttore esecutivo

### Session Man
Cantanti
- Chris Rainbow – voce (traccia 3), coro (traccia 1,4,5), armonia vocale (traccia 2)
- David Paton – voce (traccia 1)
- Lenny Zakatek – voce (traccia 5)
- Colin Blunstone – voce (traccia 7)

Musicisti
- Ian Bairnson – chitarre (traccia 1,2,3,4,5,6,7,8)
- David Paton –	basso (traccia 1,3,4,5,6,7,8)
- Stuart Elliott – batteria (traccia 1,2,3,4,5,6,7,8), percussioni (traccia 2,3,5,6,7,8)
- Richard (Trix) Cottle – tastiere (traccia 3,4,5,7,8), sassofono (traccia 3,5,6), sintetizzatore (traccia 1,2), sintetizzatore addizionale (traccia 6), sequencers (traccia 2)
- Mr. Laser Beam (Lee Abrams) - interpretazione orale (traccia 1)
- Monica (Abbey Road Canteen) - interpretazione orale (traccia 6)

## Videoclip
Let's Talk About MeIl video clip viene pubblicato in contemporanea con l'uscita dell'album nel febbraio 1985.

## Edizioni
Vulture Culture - Expanded Edition (2007)La versione rimasterizzata del 2007 contiene anche 5 tracce bonus. Masterizzata a cura di Dave Donnelly e Alan Parsons al DNA Mastering a Studio City in California. La bonus track No Answers Only Questions, presente in due versioni final version e the first attempt, era rimasto inedito in quanto accantonato nel 1983. Nel 2006, un anno prima del rilascio della Expanded Edition, è stato inserito come bonus track nella compilation Days Are Numbers nella versione final version.

## Classifiche
| Nazione       | Miglior posizione in classifica | Settimane di permanenza |
| ------------- | ------------------------------- | ----------------------- |
| Germania      | 1º                              | 18                      |
| Spagna        | 2º                              |                         |
| Svizzera      | 2º                              | 13                      |
| Paesi Bassi   | 3º                              | 11                      |
| Svezia        | 7º                              | 7                       |
| Norvegia      | 9º                              | 8                       |
| Austria       | 10º                             | 12                      |
| Nuova Zelanda | 15º                             | 5                       |
| Italia        | 17º                             |                         |
| Canada        | 25º                             |                         |
| Australia     | 32º                             |                         |
| Regno Unito   | 40º                             | 5                       |
| Stati Uniti   | 46º                             | 19                      |